# بو بو
بو بو هو فنان تنصيبي ميانماري، ولد في 1957 في باثين في ميانمار.